# Терцолас
Терцола̀с (на италиански: Terzolas; на ладински: Tergiolas, Терджолас) е село и община в Северна Италия, автономна провинция Тренто, автономен регион Трентино-Южен Тирол. Разположено е на 755 m надморска височина. Населението на общината е 636 души (към 2018 г.).